# William Melville Alexander
William Melville »Mel« Alexander, kanadski letalski častnik, vojaški pilot in letalski as, * 8. november 1897, Toronto, † 4. oktober 1988.
Stotnik Alexander je v svoji vojaški službi dosegel 22 zračnih zmag.

## Življenjepis
Med prvo svetovno vojno je bil sprva pripadnik 10. pomorske eskadrilje in 3. krila RNAS, nato pa je bil aprila 1917 dodeljen Black Flightu (210. eskadrilji) RAF.

## Odlikovanja
- Distinguished Service Cross (DSC)